# Lorenzo de la Hidalga
Lorenzo de la Hidalga (Maestu, Álava, España, 4 de julio de 1810 - Ciudad de México, 1872) fue un arquitecto español afincado en México. Fue uno de los arquitectos más prestigiados de su época, pero de sus obras, por azares del destino, poco queda.

## Biografía
Cuando joven, ingresó a la Academia de Bellas Artes de San Fernando de Madrid, en donde obtuvo el título de arquitecto el 31 de enero de 1836. Pasó un breve tiempo en París, en donde aprendió de las ideas del estilo neoclásico que imperaba en la época, así como de los principios de la función y uso de un edificio, e ideas predominantes de varios arquitectos de la época.
Circunstancias familiares le llevaron en el año de 1838 a México, en donde contrajo matrimonio con Ana García Icazbalceta, hermana del renombrado historiador Joaquín García Icazbalceta. Ambos eran de importante familia, lo cual le permitió entrar en el círculo social e intelectual de la Ciudad de México, en la cual radicó. La familia García Icazbalceta poseía las haciendas de Santa Clara de Montefalco y de Santa Ana Tenango, en las cuales Lorenzo de la Hidalga realizó algunos trabajos, de los cuales destaca su primera obra en México, la capilla de la hacienda de Santa Ana.

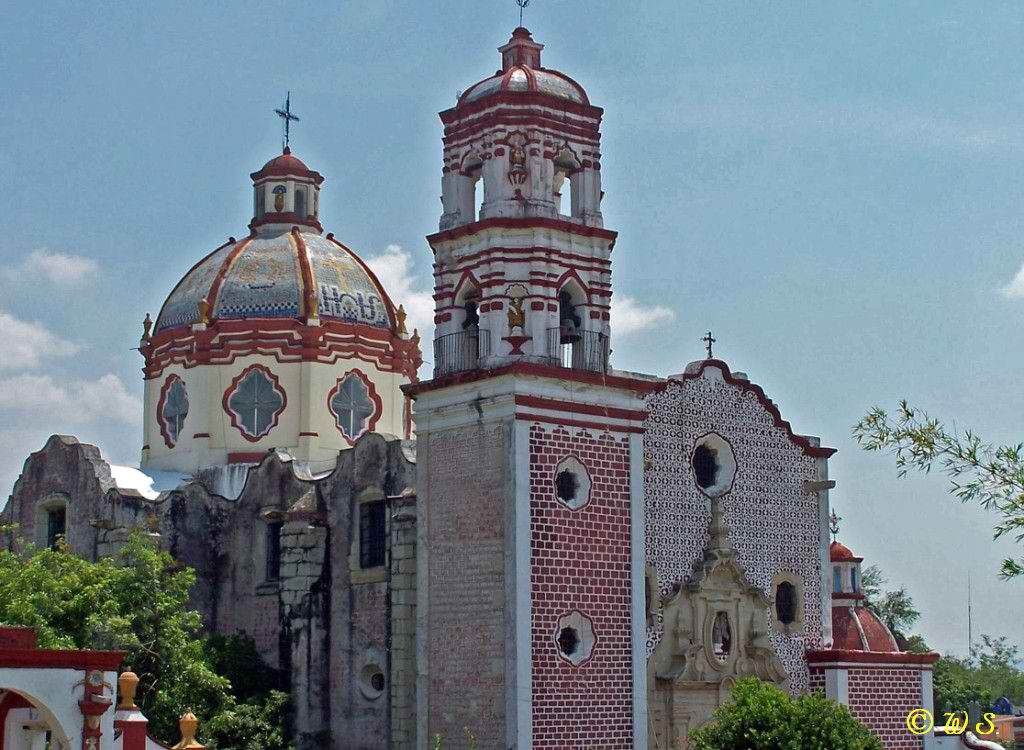
La hacienda de Santa Ana Tenango era del historiador Joaquín García Icazbalceta, quien encargó la edificación de la capilla a su cuñado, el arquitecto de la Hidalga.

El matrimonio de la Hidalga-García tuvo cinco hijos: Ignacio, María Loreto, Pilar, Eusebio y Federico.
Su talento e ingenio le valieron al arquitecto de la Hidalga formar parte del grupo intelectual y científico, así como el mérito y distinción de la Academia de San Carlos. A pesar de lo cual no llegó a ejercer o impartir cátedra en ésta.
De la Hidalga supo adaptarse a las circunstancias que imperaron en México a mediados del siglo XIX, ya que trabajó tanto para Santa Anna como para Maximiliano. Durante el tiempo que trabajó para su "Alteza Serenísima" y por encargo del empresario Francisco Arbeu, llevó a cabo la construcción del Gran Teatro Santa Anna, luego Gran Teatro Nacional. Asimismo, construyó el mercado de la Plaza del Volador, la cúpula de la capilla del Cristo de Santa Teresa en el templo de Santa Teresa la Antigua, y el proyecto del monumento a los héroes de la Independencia de México, que sería ubicado en la entonces Plaza Mayor de la ciudad.
Con el efímero Segundo Imperio Mexicano, fue nombrado Arquitecto del Palacio y de la Iglesia Catedral. Aunque realizó varios proyectos para el Imperio, en esta etapa no llegaron a consolidarse debido a la inestable situación política.
Si bien la obra de De la Hidalga se considera dentro del neoclásico tardío y academizante, fue controvertida en su época debido a que buscaba la funcionalidad y aprovechamiento máximo del espacio al que se concebía una obra. Introdujo a México varias de las técnicas y estilos usados en Europa.

## Obras de De la Hidalga en México
Publicó un documento "Paralelo de las penitenciarias", donde comparó diferentes panópticos.
Por azares del destino, muchas de las obras que realizara De la Hidalga en México han desaparecido y se conserva poco o nada de ellas. De las conocidas, las sobresalientes fueron:
● Su primera obra que se encuentra en pie, la Iglesia dedicada a Santa Ana en Tenango Morelos, al oriente del estado de Morelos. Dañada en el terremoto del 19 de septiembre de 2017 y actualmente restaurada [2024) sus campanas son de excepcional repicado, mandada a hacer por su cuñado Joaquín García Icazbalceta. 
- La construcción del imponente Teatro de Santa Ana (entonces Gran Teatro Nacional) en la Ciudad de México, el cual fue demolido para ampliar la calle 5 de mayo.
- La construcción del mercado de la Plaza del Volador (que desapareció en un incendio en el año de 1870).
- La Construcción de la Catedral de Tampico, la cual fue reconstruida en el siglo XX debido a que sus dos torres colapsaron y su cúpula se cayó.
- El diseño y construcción de la célebre cúpula de la Iglesia de Santa Teresa la Antigua.
- El proyecto y construcción del nuevo ciprés de la Catedral Metropolitana de la Ciudad de México, que sustituyó al de estilo barroco. El de De la Hidalga fue demolido en 1943.[5]
- El proyecto del Monumento a la Independencia de México, que habría de erigirse en la Plaza Mayor, del cual solo se levantó el emplazamiento y razón por la cual se le llama zócalo a la Plaza de la Constitución, y nunca fue llevado a cabo.
- El pedestal de la Estatua ecuestre de Carlos IV "El Caballito", para su traslado al Paseo de Bucareli.
- Retablo principal y laterales de la Iglesia de Santa María de la Caridad y nuestra señora de Lourdes en la Ciudad de México (1846-1847).[6]
- Iglesia de la hacienda de Santa Clara de Montefalco en Morelos (1839)[6]
- Acueducto de la hacienda de Matlala, en Puebla. Destruido durante el Terremoto de Puebla de 2017[7]